# Ореро
Ореро (итал. Orero) — коммуна в Италии, располагается в регионе Лигурия, в провинции Генуя.
Население составляет 576 человек (2008 г.), плотность населения составляет 36 чел./км². Занимает площадь 16 км². 
Почтовый индекс — 16010. Телефонный код — 0185.
Покровителем коммуны почитается святой Амвросий Медиоланский, день его памяти ежегодно отмечается 7 декабря.

## Демография
Динамика населения:

## Администрация коммуны
- Официальный сайт: http://www.comune.orero.ge.it/